# اسکن سه‌بعدی بدن
اسکن سه بعدی بدن، کاربرد فناوری‌های گوناگونی مانند اسکنر سه بعدی ساختار یافته، حسگر سه بعدی عمق، دید استریوسکوپی و غیره برای تحلیل و بررسی ارگونومیک و آنتروپومتری بدن انسان به عنوان ابر نقطه ای است. فناوری تحقیقات انجام شده نشان داده است که روش‌های استخراج اندازه‌گیری اسکن سه بعدی بدن با تکنیک‌های اندازه‌گیری آنتروپومتریک سنتی قابل مقایسه هستند.

## کاربردها
در حالی که این فناوری هنوز در کاربرد خود در حال گسترش و توسعه است، این فناوری به‌طور مرتب در زمینه‌های زیر به مورد استفاده قرار گرفته است:
- پوشاک ورزشی با عملکرد مناسب
- طراحی مد
- مجسمه‌های سه بعدی
- ارزیابی‌های مورفومتریک سه بعدی (برای کاهش وزن)
- اندازه‌گیری ارگونومیک بدن
- اندازه‌گیری سه بعدی بدن
- طبقه‌بندی شکل بدن
- مقایسه تغییرات وضعیت بدن

اگرچه، علی‌رغم توانایی این فناوری برای تأثیرگذاری در سفارشی‌سازی انبوه و سفارشی سازی اقلام با ویژگی‌های ارگونومیک، اسکن بدنه سه بعدی هنوز به مرحله اولیه پذیرش یا مرحله اکثریت انتشار نوآوری نرسیده است. این تا حدی به دلیل فقدان نظریه ارگونومیک در رابطه با نحوه شناسایی نقاط عطف در مورفولوژی بدن است. مناسب بودن اسکن سه بعدی بدن نیز به زمینه بستگی دارد زیرا اندازه‌گیری‌های انجام‌شده و دقت دستگاه به‌جای اینکه مطلق باشد، بسیار وابسته به دست انسان است. علاوه بر این، محدودیت اصلی اسکن سه بعدی بدن، هزینه اولیه تجهیزات و مهارت‌های مورد نیاز برای جمع‌آوری داده‌ها و اعمال آن در زمینه‌های علمی و فنی بوده است. با این حال، استفاده از دوربین‌های عمق در گوشی‌های هوشمند در این اواخر به کاهش هزینه اسکن سه بعدی کمک می‌کند.
یکی از نمونه‌های آن، اپلیکیشن اسکن صورت است که در فروشگاه Apple موجود است.
برای بررسی دقیق تغییرات ابعاد بدن، یک سیستم اسکن با سرعت بالا (۴ بعدی) توسط 3dMD و مؤسسه IBV توسعه داده شد. اسکن انسان متحرک با لباس با وضوح بالا (معمولاً ۱۰–۶۰ هرتز) از نظر فنی ممکن است، همان‌طور که بارها توسط کریس لین، آلفردو بالستر و یوردان کیوسف گزارش شده است، اما تجزیه و تحلیل و کاربرد این داده‌ها به نظر می‌آید چالش‌برانگیز باشد. رویدادهای جهانی برای تبادل علمی در زمینه اسکن سه بعدی و چهار بعدی بدن، کنفرانس‌های سالانه 3DBody.Tech و لباس-بدن-تعامل می‌باشد.

## پروتکل اسکن
اگرچه این فرایند برای مدت قابل توجهی با کنفرانس‌های بین‌المللی که سالانه برای صنعت و دانشگاه برگزار می‌شود (به عنوان مثال کنفرانس و نمایشگاه بین‌المللی در زمینه فناوری‌های اسکن سه بعدی بدن) ایجاد شده است، پروتکل و روند نحوه اسکن افراد هنوز به‌طور جهانی رسمی نشده است. با این حال، تحقیقات قبلی یک پروتکل استاندارد را برای اسکن بدن بر اساس تحقیق و تمرین پیشنهاد کرده است که نشان می‌دهد چگونه پروتکل و وضعیت غیراستاندارد بر اندازه‌گیری‌های بدن از جمله لگن تأثیر می‌گذارد.
با این حال، پروتکل اسکن استاندارد، هیچ اندازه‌گیری را تولید نمی‌کند که دقت روش‌های اندازه‌گیری دستی یا تحمل ISO 20685:2010 را برآورده نکند. اما از طریق اسکن متوالی و یک الگوریتم رایگان به نام گریفون، ۹۷٫۵٪ اندازه‌گیری‌ها مطابق با ISO 20685:2010 است. (افزایش دقت ۳۲۷ درصدی).